# Katedra św. Piotra i Pawła w Klagenfurcie
Katedra św. Piotra i Pawła w Klagenfurcie (niem. Klagenfurter Dom) - główna świątynia diecezji Gurk w Austrii. Mieści się w Klagenfurcie am Wörthersee przy ulicy Karfreitstraße.
Została poświęcona w 1581 jako protestancka świątynia pod wezwaniem „Trójcy Przenajświętszej” i od tamtej pory jest największą zbudowaną świątynią protestancką w Austrii. Obecnie należy do kościoła katolickiego i jest siedzibą diecezji Gurk. 
W czasach kontrreformacji świątynię przejęli Jezuici. 1 lipca 1600 roku arcyksiążę Ferdynand I Habsburg nakazał zamknięcie wszystkich świątyń protestanckich, co w 1604 roku spowodowało wprowadzenie się do świątyni jezuitów. Z tego powodu, postanowiono wnętrze kościoła przebudować – w stylu barokowym odnowiono ołtarze, kaplice i mury. W 1664 roku świątynia została powiększona o duże prezbiterium i kryptę, w której umieszczonych było 50 grobów. W następnych wiekach dodawano nowe ołtarze, malowidła, kaplice i rzeźby, nadając świątyni prawdziwie łaciński charakter.